# ID; Peace B
ID; Peace B es el primer álbum de estudio coreano de BoA. Alcanzó el puesto número diez en la lista de álbumes coreanos. ID; Peace B fue publicado en Japón, dos meses después de su debut en Japón. Alcanzó el puesto treinta en Oricon. ID; Peace B vendió 166 452 copias a nivel nacional, convirtiéndose en el noveno álbum más vendido del año 2000 en Corea.

## Lista de canciones
Todas las canciones escritas y compuestas por sí. 
| ID; Peace B |                                    |                        |                              |                              |          |  |
| N.º         | Título                             | Letras                 | Música                       | Arreglos                     | Duración |  |
| 1.          | «ID; Peace B»                      | Yoo Young Jin          | Yoo Young Jin                | Yoo Young Jin                | 3:58     |  |
| 2.          | «Come To Me»                       | Kim Hyung Suk          | Kim Hyung Suk                | Kim Hyung Suk                | 3:35     |  |
| 3.          | «체념» (Heart-off)                 | Kim Jong Sook          | Bang Si Hyuk ("Hitman" Bang) | Bang Si Hyuk ("Hitman" Bang) | 3:53     |  |
| 4.          | «사라» (Sara)                      | Park Jeong Ian         | Karng Won Sok                | Karng Won Sok                | 3:53     |  |
| 5.          | «비밀일기» (I'm Sorry)             | Shin Youn Ah           | Lee Hyun Jeong               | Kwak Young Jun               | 4:52     |  |
| 6.          | «안돼, 난 안돼» (No, Way)          | Yoo Yoo Jin            | Bang Si Hyuk ("Hitman" Bang) | Bang Si Hyuk ("Hitman" Bang) | 3:36     |  |
| 7.          | «차마» (Every Breath You Take)     | Kim Nae Hee            | Hong Suk, Noh Young Joo      | Hong Suk                     | 5:01     |  |
| 8.          | «Whatever»                         | Seo Yoong Keun         | Seo Yoong Keun               | Seo Yoong Keun               | 3:36     |  |
| 9.          | «I'm Your Lady Tonight»            | Yang Jae Sun           | Kim Hyung Suk                | Kim Hyung Suk                | 3:09     |  |
| 10.         | «어린 연인» (Young Lovers)         | Kim Jang Sook          | Kim Hyung Suk                | Kim Hyung Suk                | 4:25     |  |
| 11.         | «이별준비» (Letting You Go)        | Park Jin Young         | Kim Hyung Suk                | Kim Hyung Suk                | 4:02     |  |
| 12.         | «먼 훗날 우리» (Someday Somewhere) | Kim Yeo Jin (Jennifer) | Lee Hyun Jung                | Kwak Young Jun               | 3:59     |  |
| 45:19       |                                    |                        |                              |                              |          |  |

## Historial de lanzamiento
| País          | Fecha                |
| ------------- | -------------------- |
| Corea del Sur | 25 de agosto de 2000 |
| Japón         | 29 de mayo de 2002   |